# Romanogobio skywalkeri
Romanogobio skywalkeri je endemickým druhem kaprovité ryby obývajícím horní tok řeky Mury v Rakousku. Je blízce příbuzný s hrouzkem R. banarescui. 
Jeho vědecký název je odkazem na sérii Star Wars.

## Rozšíření
Žije pouze na horním úseku řeky Mury, kde preferuje proudné úseky se štěrkovitým a písčitým dnem.

## Popis
Jedná se o drobnou rybku, která se velmi podobá ostatním hrouzkům. Od ostatních druhů hrouzků v povodí Dunaje se odlišuje velmi štíhlým tělem, středně dlouhými vousky, prodlouženou hlavou a absencí pruhů na ocasním násadci. Má také 12–14 paprsků v prsních ploutvích a 8½ paprsků ve hřbetní ploutvi.